# 蒲星氏
蒲星氏（Elizabeth Fisher Brewster，1862年—1955年3月17日）是一位美国卫理公会在华传教士，传教65年之久。

## 生平
蒲星氏出生在伦敦 (俄亥俄州)。她在22岁时成为来华传教士，在1884年前往福州，1890年嫁给蒲鲁士牧师。夫妇俩在兴化府（今莆田）建立了总部，他们是最早驻扎在此的外国传教士。他们建立的基督教社区有200个教堂，到1950年有4万多信徒。
蒲星氏在1916年丈夫去世后继续担任地区主管。1934年，她对卫理公会差会正式退休，但是继续事奉，直到1949年中国共产党掌权，这才返回美国。
她致力于创办学校，善育堂孤儿院和医院，改善道路，以及其他开发项目。她还用莆仙语兴化方言罗文撰写了许多宗教和学校教材，担任《奋兴报》主笔，并开始了一项传播到亚洲其他地区的女性圣经运动。
1955年3月17日，她在美国辛辛那提去世，享年93岁。